# Iowa Wolves 2018-2019
La stagione 2018-19 degli Iowa Wolves fu la 12ª nella NBA D-League per la franchigia.
Gli Iowa Wolves arrivarono quarti nella Midwest Division con un record di 20-30, non qualificandosi per i play-off.

## Roster
| N° | Naz.                   | Ruolo | Sportivo            | Anno | Alt. | Peso |
| -- | ---------------------- | ----- | ------------------- | ---- | ---- | ---- |
| 3  | Stati Uniti (bandiera) | G     | Jared Terrell       | 1995 | 191  | 98   |
| 4  | Stati Uniti (bandiera) | G     | Prince Williams     | 1992 | 196  | 91   |
| 6  | Stati Uniti (bandiera) | G     | Jonathan Stark      | 1995 | 183  | 82   |
| 7  | Stati Uniti (bandiera) | G     | Brandon Goodwin     | 1995 | 188  | 82   |
| 8  | Stati Uniti (bandiera) | G     | Darius Johnson-Odom | 1989 | 185  | 100  |
| 10 | Stati Uniti (bandiera) | A     | L.G. Gill           | 1994 | 203  | 95   |
| 11 | Stati Uniti (bandiera) | G     | Hakim Warrick       | 1982 | 206  | 100  |
| 12 | Stati Uniti (bandiera) | GA    | C.J. Williams       | 1990 | 196  | 104  |
| 13 | Stati Uniti (bandiera) | G     | Xavier Silas        | 1988 | 196  | 90   |
| 14 | Stati Uniti (bandiera) | A     | William Lee         | 1995 | 203  | 95   |
| 16 | Stati Uniti (bandiera) | G     | Marquise Moore      | 1994 | 188  | 94   |
| 30 | Stati Uniti (bandiera) | G     | Canyon Barry        | 1994 | 198  | 93   |
| 34 | Stati Uniti (bandiera) | A     | Jaylen Johnson      | 1996 | 206  | 104  |
| 40 | Stati Uniti (bandiera) | A     | Evan Smotrycz       | 1991 | 201  | 104  |
| 45 | Stati Uniti (bandiera) | C     | Thomas Welsh        | 1996 | 213  | 116  |
| 50 | Stati Uniti (bandiera) | C     | Diamond Stone       | 1997 | 211  | 116  |
|    | Stati Uniti (bandiera) | A     | Keita Bates-Diop    | 1996 | 203  | 101  |

## Staff tecnico
- Allenatore: Scott Roth
- Vice-allenatori: Alfred Aboya, Charlie Bell, Ryan Marchand